# 瑞济耶
瑞济耶（法語：Juziers，發音：[ʒyzje] ⓘ）是法国中北部法兰西岛大区伊夫林省芒特拉若利区的市镇，面积9.88平方千米，2022年1月1日人口为4,040人。

## 地理
瑞济耶（48°59'33"N, 1°50'44"E）面积9.88平方千米，位于法国法蘭西島大區伊夫林省，该省份为法国北部内陆省份，北起瓦兹河谷省，西接厄尔省，西南接厄尔-卢瓦省，东南接埃松省，东临上塞纳省。
与瑞济耶接壤的市镇（或旧市镇、城区）包括：欧贝让维尔、韦克桑地区布吕埃伊、塞纳河畔弗兰、加让维尔、塞纳河畔梅济、蒙西扬河畔万维尔。
瑞济耶的时区为UTC+01:00、UTC+02:00（夏令时）。

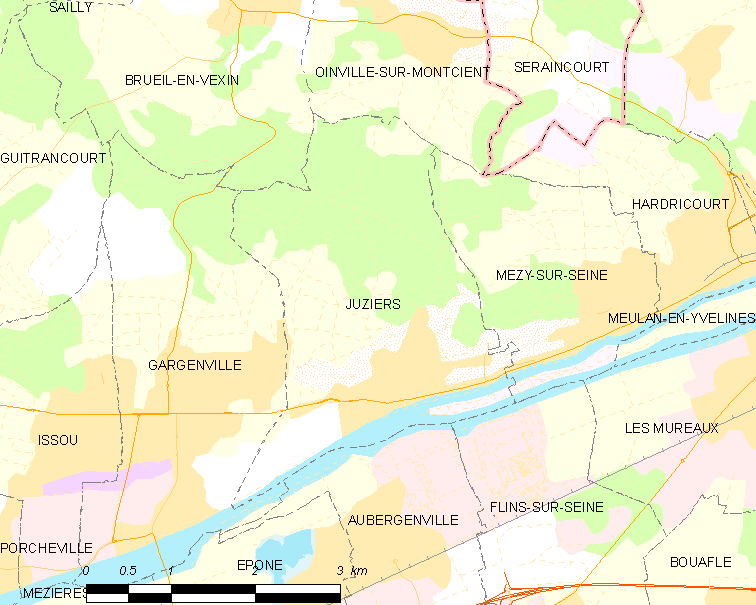
瑞济耶的OSM定位图

## 行政
瑞济耶的邮政编码为78820，INSEE市镇编码为78327。

## 政治
瑞济耶所属的省级选区为利迈县。

## 人口

1962-2008年间瑞济耶人口变化图示

瑞济耶于2022年1月1日时的人口数量为4040人。